# Gerhard Hanappi
Gerhard Hanappi (Viena, 16 de febrer de 1929 – Viena, 23 d'agost de 1980) fou un destacat futbolista austríac dels anys 50.
Va jugar un total de 93 partits amb la selecció d'Àustria, una xifra molt elevada per l'època. Amb la selecció va assolir la tercera posició a la Copa del Món de 1954 de Suïssa. També participà en l'edició de 1958. El seu club de tota la vida fou el Rapid Viena amb el qual entre 1950 i 1965, guanyà la lliga austríaca de futbol 7 cops.
Després de deixar el futbol Hanappi es dedicà a l'arquitectura. Ell va planejar l'estadi Weststadion de Viena, el qual fou rebatejat Estadi Gerhard Hanappi després de la seva mort el 1980, quan tenia 51 anys.